# Ічанський Яків Іванович
Яків Іванович Ічанський (нар. 21 жовтня 1915, село Григорівка, тепер Лубенського району Полтавської області — ?) — радянський діяч, секретар Тернопільського обласного комітету КП(б)У, 1-й секретар Великодедеркальського, Почаївського, Кременецького районних комітетів КПУ Тернопільської області.

## Біографія
Член ВКП(б) з грудня 1940 року.
З червня по липень 1941 року служив у 1-му Комуністичному полку міста Києва, учасник німецько-радянської війни. Потім був за станом здоров'я демобілізований і відправлений в евакуацію до Північно-Казахстанської області. З травня 1942 року — у Червоній армії. Був курсантом Харківського військового училища та 37-го запасного стрілецького полку 3-ї запасної стрілецької дивізії. З квітня 1944 року служив у навчальній роті, був командиром кулеметного взводу 483-го стрілецького полку 177-ї стрілецької дивізії Ленінградського фронту.
Після демобілізації — на партійній роботі в Тернопільській області.
До лютого 1951 року — 1-й секретар Великодедеркальського районного комітету КП(б)У Тернопільської області.
У лютому 1951 — вересні 1952 року — секретар Тернопільського обласного комітету КП(б)У.
До 1962 року — 1-й секретар Почаївського районного комітету КПУ Тернопільської області.
У 1962 — січні 1965 роках — секретар парткому Кременецького виробничого колгоспно-радгоспного управління Тернопільської області.
У січні 1965 — 1974 року — 1-й секретар Кременецького районного комітету КПУ Тернопільської області.
З 1974 року — голова партійної комісії при Тернопільському обласному комітеті КПУ.
Потім — персональний пенсіонер.

## Звання
- лейтенант
- старший лейтенант

## Нагороди та відзнаки
- орден Леніна (26.02.1958)
- орден Трудового Червоного Прапора (.01.1966)
- орден Вітчизняної війни ІІ ст. (6.04.1985)
- медаль «За відвагу» (6.06.1945)
- медаль «За перемогу над Німеччиною у Великій Вітчизняній війні 1941—1945 рр.» (1945)
- медалі